# ゲッセマネ (X-ファイルのエピソード)
「ゲッセマネ」（原題:Gethsemane）は『X-ファイル』のシーズン4第24話で、1997年5月18日にFOXが初めて放送した。なお、本エピソードは「ミソロジー」に属するエピソードであり、シーズン5第1話「帰還 Part.1」及び第2話「帰還 Part.2」へと続くエピソードである。本エピソードでは、オープニングのスローガンが「BELIEVE THE LIE」（偽りを信じよ）に変更されている。
なお、本エピソードのタイトルであるゲッセマネとはイエスがイスカリオテのユダに裏切られた場所のことである。
1999年9月26日、本エピソードは「帰還 Part.1&2」と合わせて「REDUX/帰還」というタイトルで日曜洋画劇場にて放送された。

## スタッフ
- 監督:R・W・グッドウィン
- 脚本:クリス・カーター

## キャスト

### レギュラー
- デイヴィッド・ドゥカヴニー - フォックス・モルダー特別捜査官
- ジリアン・アンダーソン - ダナ・スカリー特別捜査官

### ゲスト
- シーラ・ラーケン - マーガレット・スカリー
- パット・スキッパー - ウィリアム・"ビル"・スカリー
- チャールズ・シオフィ - スコット・ブレヴィンス課長
- マシュー・ウォーカー - アーリンスキー
- ジェームズ・ストリウス - バブコック
- ジョン・フィン - マイケル・クリッチュガウ
- スティーヴ・マカジ - スコット・オステロフ
- ジョン・オリヴァー - ロルストン
- ナンシー・カー - ヘディン捜査官
- バリー・W・レヴィ - ヴィタリアーノ
- アーニー・ウォルターズ - マッキュー神父
- ロブ・フリーマン - レンプルスキー刑事

## ストーリー
モルダーのアパートで死体が発見されたとの通報があり、警察が捜査に当たる。死体の身元確認のために呼ばれたスカリーは、死体を見るやモルダーであると断言してその場から立ち去る。沈痛な面持ちのまま、スカリーはFBIの査問会に出席していた。査問会の議長を務めるスコット・ブレヴィンス課長はスカリーにモルダーの仕事ぶりについて尋ねた。
冒頭のシーンから数日ほど前、カナダのセイントイライアス山地で探検隊が氷に埋もれたエイリアンの死体群を発見したとの一報があった。探検隊のリーダーであったアーリンスキー教授はモルダーにエイリアンのDNAが含まれていると思しき氷のサンプルを送付した。サンプルを検査したスカリーはそのDNAが地球外のものであると結論づけたが、そのサンプルは何者かによって奪われてしまう。スカリーは自分を襲撃した人間が、アメリカ国防総省の職員であるマイケル・クリッチュガウだと突き止めた。クリッチュガウはスカリーに追い詰められるが、自分はもうすぐ殺されるからあなたに殺されてもかまわないと述べ、抵抗すらしなかった。
その頃、教授と一緒に山頂へ急行したモルダーは、探検隊員の銃殺死体の山を見つける。ただ一人生き残ったバブコックは、エイリアンの死体の間に身を隠していたのだという。兎も角、3人はエイリアンの死体をアメリカへと運ぶことにした。死体を解剖した結果、それが地球外の知的生命体のものであることが判明した。興奮したモルダーがスカリーにその事実を知らせに行った隙を突いて、スコット・オステロフという暗殺者が教授を殺害した。
モルダーはスカリーからクリッチュガウを紹介された。クリッチュガウは「エイリアンなどというものは軍産複合体の陰謀を隠蔽したい政府の捏造に過ぎない。君の妹さんの誘拐事件も政府の手によるものだ。地球外生命体と思われているものも、地球上の生命が突然変異しただけのものだ。当然、君が山で見つけたエイリアンの死体も偽物だ。」とモルダーに言い放った。モルダーはクリッチュガウの説明を一笑に付そうとしたが、スカリーが「私がガンになったのも、貴方にエイリアンの存在を信じ込ませるためだったそうよ」というのを聞いて動揺してしまった。
モルダーはアーリンスキー教授とバブコックが殺され、エイリアンの死体がなくなっていることに気が付いた。あと一歩のところでまたしてもエイリアンの存在を立証できなかったモルダーは、意気消沈して自宅のアパートの床に崩れ落ちた。テレビで宇宙人がいるか否かに関する議論が展開されていたが、そんなのも耳に入らなかった。
ここで再び冒頭のシーンに戻る。スカリーは査問会のメンバーに向かって「昨夜、モルダー捜査官は自分の拳銃で頭を撃ち抜いて自殺しました」と語る。

## 製作
山頂の洞窟でのシーンを撮影するために、倉庫を借り切ってセットが組み上げられた。その倉庫はかつて冷凍庫として使用されていたものだった。セットの建設にはトラック数台分の資材と930平方メートルのスタイロフォームが使用された。このセットは『X-ファイル』で使用されたセットの中で最も高額なセットのひとつであった。セットの装飾には本物の雪と氷が使用されたため、倉庫内の温度を氷点下29度以下に保つ必要があった。その寒さの中では俳優の息も白くなるため、俳優たちはよりリアルな環境で演技をすることができた。また、山頂でのシーンはバンクーバー近郊のシーモア山で撮影されたのだが、山の天候が思わしくなかったため、予定を延長して撮影を行う必要があった。
本エピソードの製作はドゥカヴニーの結婚式の1週間前に行われたので、彼の結婚相手であったティア・レオーニがセットを訪れるというサプライズがあった。厳しい撮影の末に出来上がったファースト・カットは長すぎるものであったため、12分ほど削る必要があった。カーター自ら山頂でのシーンの幾つかを削る決断を下したが、完成版が出来上がったのは放送の2日前であった。
カーターは本エピソードを「大きなアイデアがあるエピソード」と評しており、「主な関心は神の存在について議論することであった」と語っている。また、マイケル・クリッチュガウの名前はアンダーソンが以前師事していた演劇のコーチの名前から取られたものである。

## 評価
1997年5月18日、FOXは本エピソードを初めてアメリカで放映し、1985万人の視聴者を獲得した。
本エピソードは賛否両論となったが、肯定派の方が優勢であった。『シカゴ・サンタイムズ』のロン・グランケは「鮮やかなシーズンファイナルだった」と高く評価している。『シネファンタスティック』のポーラ・ヴィタリスは本エピソードに4つ星評価で2つ星を与えて、「情報をあまりにも隠し過ぎているので、1本のエピソードとして成立しているとは言い難い。」「「ゲッセマネ」の脚本にはかなりの曖昧さがあり、そのために俳優陣の演技がどうとでも解釈できるようなものになっている。」「俳優陣はそんな脚本に果敢に立ち向かった。」と述べている。『A.V.クラブ』のザック・ハンドルンは本エピソードにB+評価を下し、「幾つかの仮説をどれももっともらしく提示し、それもがあり得そうだと思わせようとしているが、5年間にもわたって続いているシリーズでそれをやるのはあまりにも困難である。」「クリッチュガウの説明が崩した陰謀の前提はほんの一部である。姿形を変えるバウンティハンターや治癒能力を持ったエイリアンはどう説明するのか。これらはエイリアンの実在を信じさせるのに十分であろう。」と述べている。ロバート・シャーマンとラース・パーソンは本エピソードに対して5つ星評価で4つ星を与え、「多くのものをやろうとしすぎている」と苦言を呈しつつも、「視聴者の心をぐっとつかもうとする熱意がある。」と評している。
1999年の感謝祭に、FXは本エピソードと続く「帰還 Part.1&2」を「ミソロジー系エピソードのベスト」として特別に放送した。

### エンディングに対する反響
本エピソードはクリフハンガーで終了したため、モルダーは本当に死んでしまったのかという点に注目が集まることとなった。『ウォール・ストリート・ジャーナル』や『ザ・ニューヨーカー』でも特集が組まれるほどの注目が集まったのである。カーターは「「ゲッセマネ」全体のストーリーラインは政府によるでっち上げを中心に回っていますが、後々大胆な真実が明かされるわけです。信念を失ったモルダーが自殺を選んでしまったと視聴者の皆さんが信じ込んだのは、私たちスタッフにとって実に驚くべきことです。」と語っている。UGOネットワークスは本エピソードを「テレビドラマ史上のシーズンファイナル傑作選」で21位に選出し、「シリーズ全体のミソロジーの核心をはっきりと打ち出したエピソード」と評した。『デン・オブ・ギーク』のジョン・ムーアは本エピソードを「シーズンファイナルとして最も傑出したものの一つ」「ファンの予想を見事に裏切った。」と絶賛している。また、ムーアはマイケル・クリッチュガウのキャラクター造型にも惜しみない賛辞を送っている。ラース・パーソンとロバート・シャーマンは「モルダーが自殺するほど幻滅するというのは、彼のキャラクター設定からして考えられない」と述べている。